# Maj (tradycja śląska)

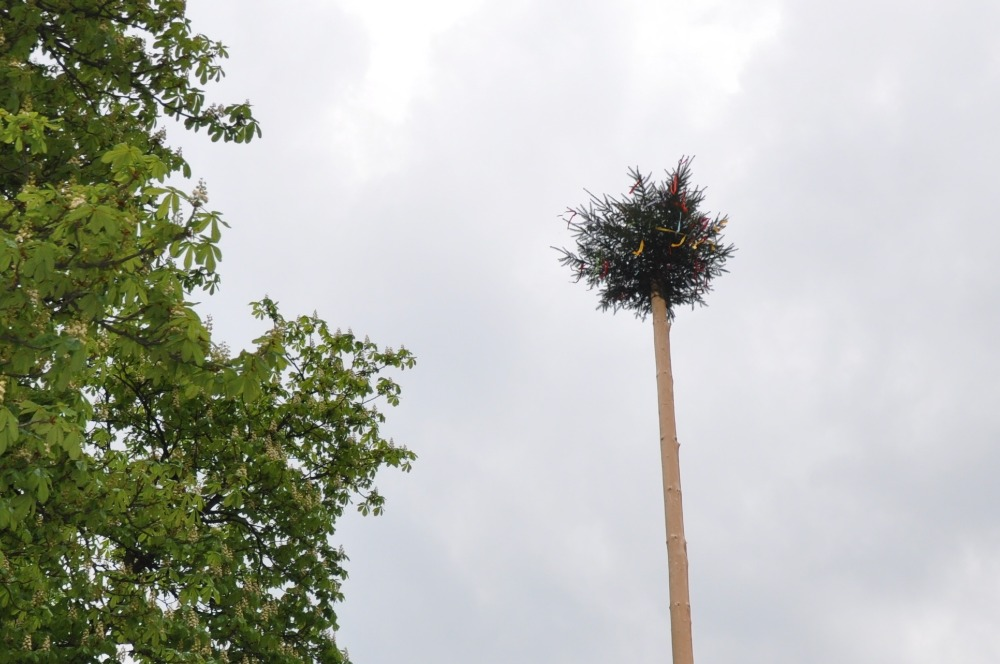
Ozdobiony maj

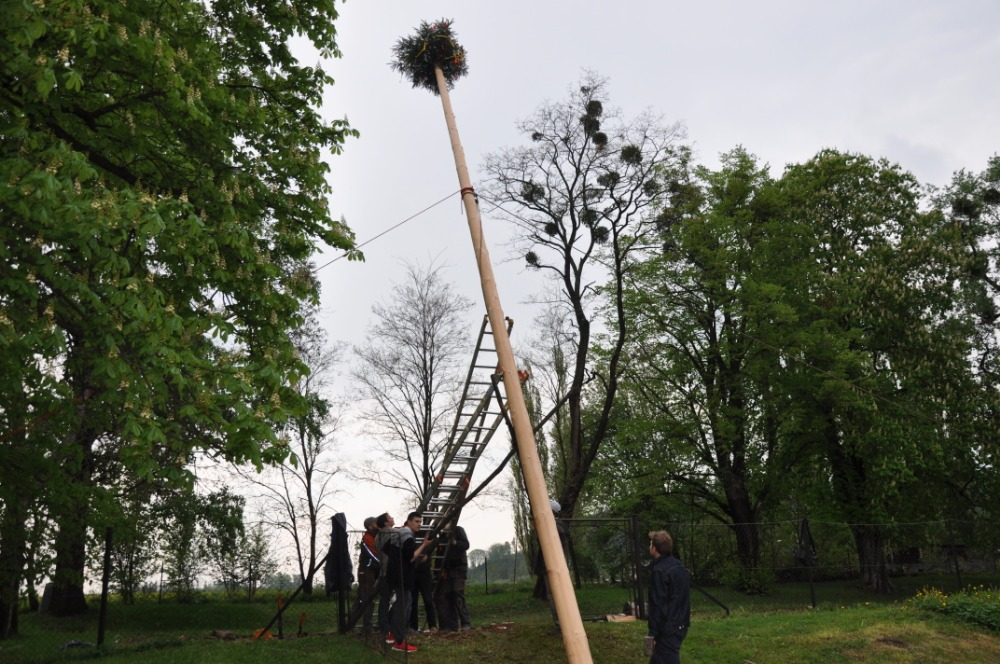
Stawianie maja za pomocą drabin.

Maj (śl. moj) – ozdobione wysokie drzewo iglaste, któremu pozostawiano jedynie zielony wierzchołek, a resztę gałęzi obcięto i zdjęto korę (było wykorzystywane w słowiańskim zwyczaju zwanym stawianiem maja).

## Historia
Kawalerzy stawiali maje późnymi wieczorami przed domem niezamężnych dziewcząt. Inicjatorem jego postawienia był zawsze kawaler, który chodził na zaloty do danej dziewczyny, czyli jej galan (narzeczony). Należało przez cały miesiąc pilnować drzewa, szczególnie nocą by moj nie został skradziony lub zniszczony przez zazdrosnych zalotników. Mogli oni moje ukraść albo ściąć, co mogło zostać odebrane jako znieważenie danej dziewczyny. 

## Opis Maja
Wierzchołek drzewa zwykle ozdabiano kolorowymi wstążkami, wykonanymi najczęściej z papieru krepowego. Pod wierzchołkiem zawieszano duży wieniec na mocnych sznurach lub drutach, zrobiony z gałązek świerkowych, również zdobiony kolorowymi wstążkami zwisającymi w dół. Udekorowane maje powinny dotrwać do Zielonych Świątek (dzień Zesłania Ducha Świętego). Wówczas były ścinane przez chłopców, którzy je stawiali, a z pozostałych kawałków rozpalano ognisko, przy którym bawiono się do rana. 

## Znaczenie
Drzewo majowe ustawione 1 maja przed domem młodej kobiety było dla niej wielkim wyróżnieniem. Zatem przez cały maj przed domem, a także i w centrum wsi czy miasta – na nowsiu, na rynku, przed ratuszem lub przed karczmą albo remizą ochotniczej straży pożarnej stał okazały moj dla wszystkich panien danej miejscowości.   